# Улица Хасана Туфана (Казань)
Улица Хасана Туфана (тат. Хәсән Туфан урамы, Xäsän Tufan uramı) — улица в Московском районе Казани, в исторических районах Удельная стройка (позже слобода Восстания) и посёлок Урицкого. Названа в честь писателя Хасана Туфана.

## География
Начинаясь от Городской улицы, пересекает улицы Гагарина, Королёва, Коломенская и заканчивается, немного не доходя до железной дороги.

## История
Возникла не позднее 1920-х годов как 9-я Удельная улица. Протоколом комиссии Казгорсовета по наименованию улиц б/н от 2 ноября 1927 года, утверждённому 15 декабря того же года, переименована в 12-ю Союзную улицу.
Уже к концу 1930-х – началу 1940-х годов улица была разделена надвое кварталом домов фабрики киноплёнки; в конце улицы были построены дома посёлка Урицкого.
По состоянию на вторую половину 1930-х годов, на улице имелось около 20 домовладений: №№ 1/96–13/17, 19–23/13 по нечётной стороне и №№ 22–34 по чётной стороне, в основном, частные; дома расположенные в посёлке Урицкого, имели тогда отдельную нумерацию.
К середине 1950-х годов протяжённость улицы составляла около 1,2 км; начинаясь от 3-й Союзной улицы, пересекала улицы 5-я Союзная, 7-я Союзная, Восстания,  11-я Союзная, 13-я Союзная и Коломенская.
В 1950-е — 1960-е годы улица лишилась всей «старой» частной застройки, попав в зону застройки многоэтажных домов кварталов №№ 44 и 32 Ленинского района, перестав существовать в промежутке между улицами 3-я Союзная и Городская; частная застройка, сохранившаяся в конце улицы по её чётной стороне, возникла в 1940-е или 1950-е годы.
20 июня 1984 года улице было присвоено современное название.
После вхождения Удельной стройки в состав Казани улица вошла в состав слободы Восстания, административно относившейся к 6-й городской части. После введения в городе деления на административные районы входила в состав Заречного (с 1931 года Пролетарского, до 1935), Ленинского (1935–1973) и Московского (с 1973) районов.

## Объекты
- № 18/9, 17/11, 19/12, 20/10, 21, 22 ― жилые дома ПО «Тасма».[22]
- № 26а — жилой дом управления «Татметчерсанбсбыт».[23]
- № 27 — жилой дом индустриального техникума.[24]
- №№ 28а, 28/45 — жилые дома Казанского отделения ГЖД.[25]
- № 29 — жилой дом ТЭЦ-2.[26]
- № 30/24 — жилой дом электромеханического завода.[27]
- № 35/2, 37 — жилые дома моторостроительного завода.[28][29]

## Транспорт
Общественный транспорт по улице не ходит. Ближайшие остановки общественного транспорта находятся на улицах Декабристов и Восстания. Ближайшая станция метро — «Северный Вокзал». 
В 1930-е — начале 1940-х годов у пересечения улиц Хасан Туфана и Королёва находилась конечная остановка трамваев № 7 («вокзал» — «посёлок ИТР») и № 10 («улица Баумана» — «посёлок ИТР»).

## Известные жители
В разное время на улице проживали композитор Аллагиар Валиуллин (дом № 28а), и педагог Павел Шмаков (№ 20/10).